# Algernonia paulae
Algernonia paulae är en törelväxtart som beskrevs av Emmerich. Algernonia paulae ingår i släktet Algernonia och familjen törelväxter. Inga underarter finns listade i Catalogue of Life.